# Rhinanthus serotinus
Rhinanthus serotinus là loài thực vật có hoa thuộc họ Cỏ chổi. Loài này được Oborny miêu tả khoa học đầu tiên.

## Hình ảnh

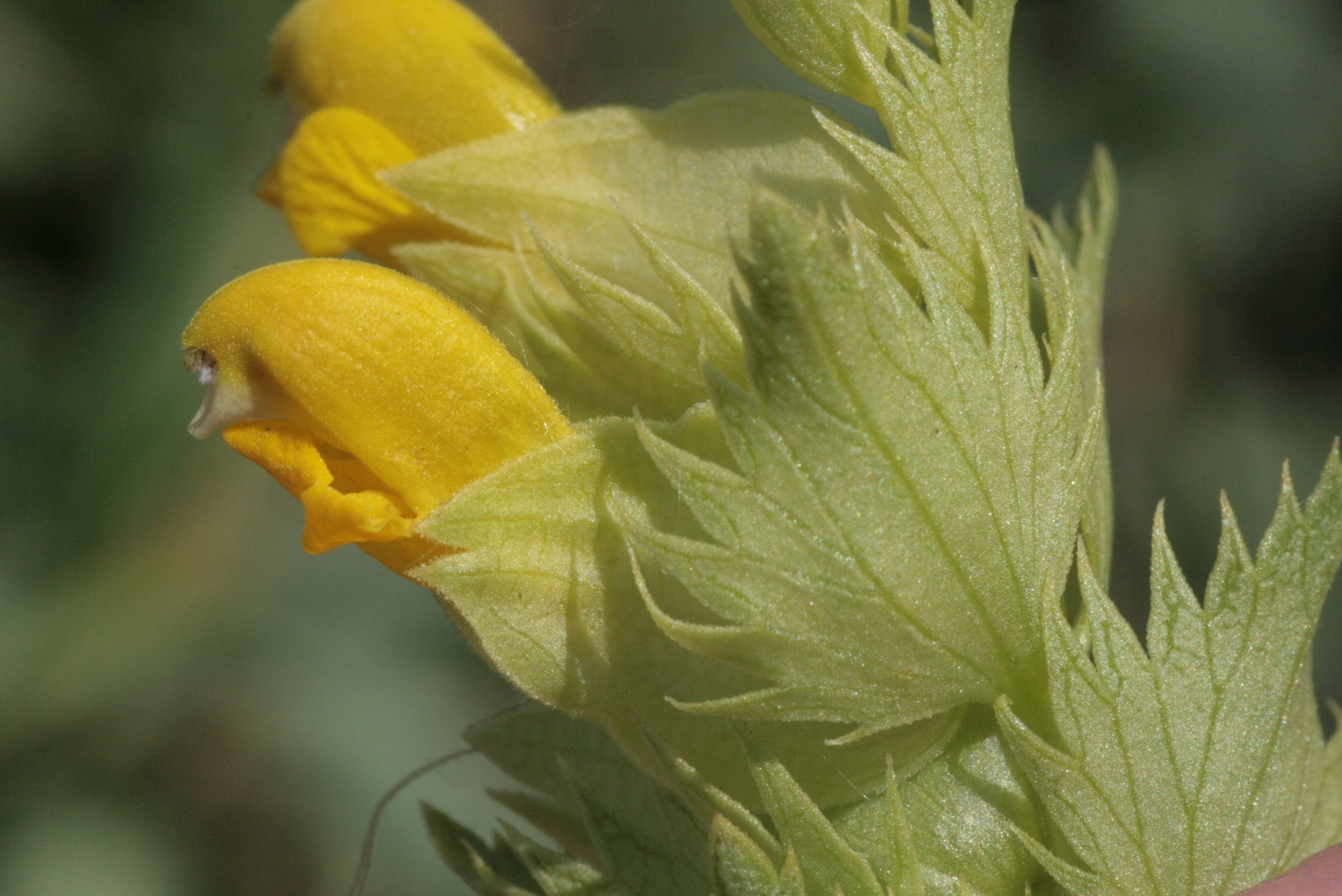
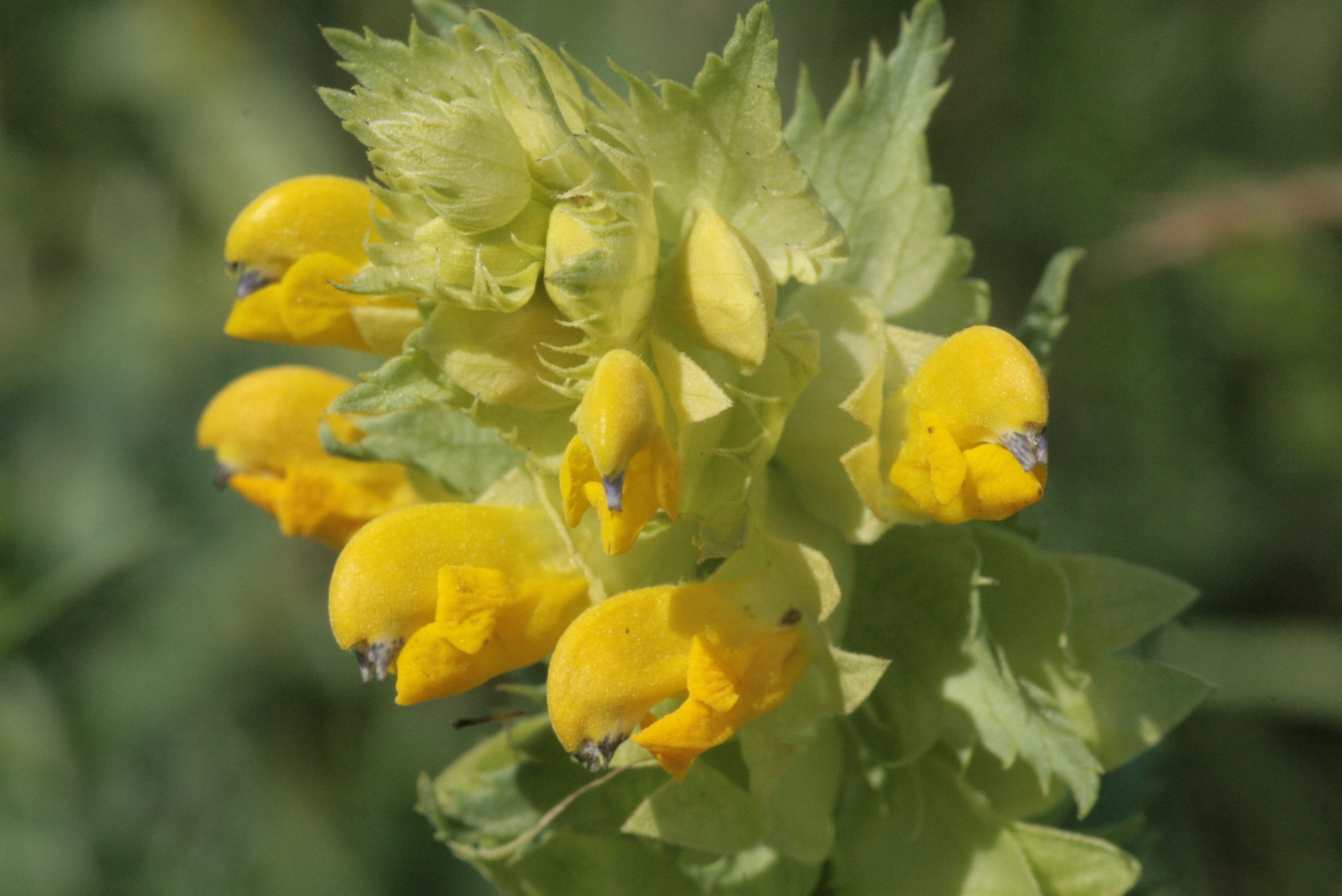
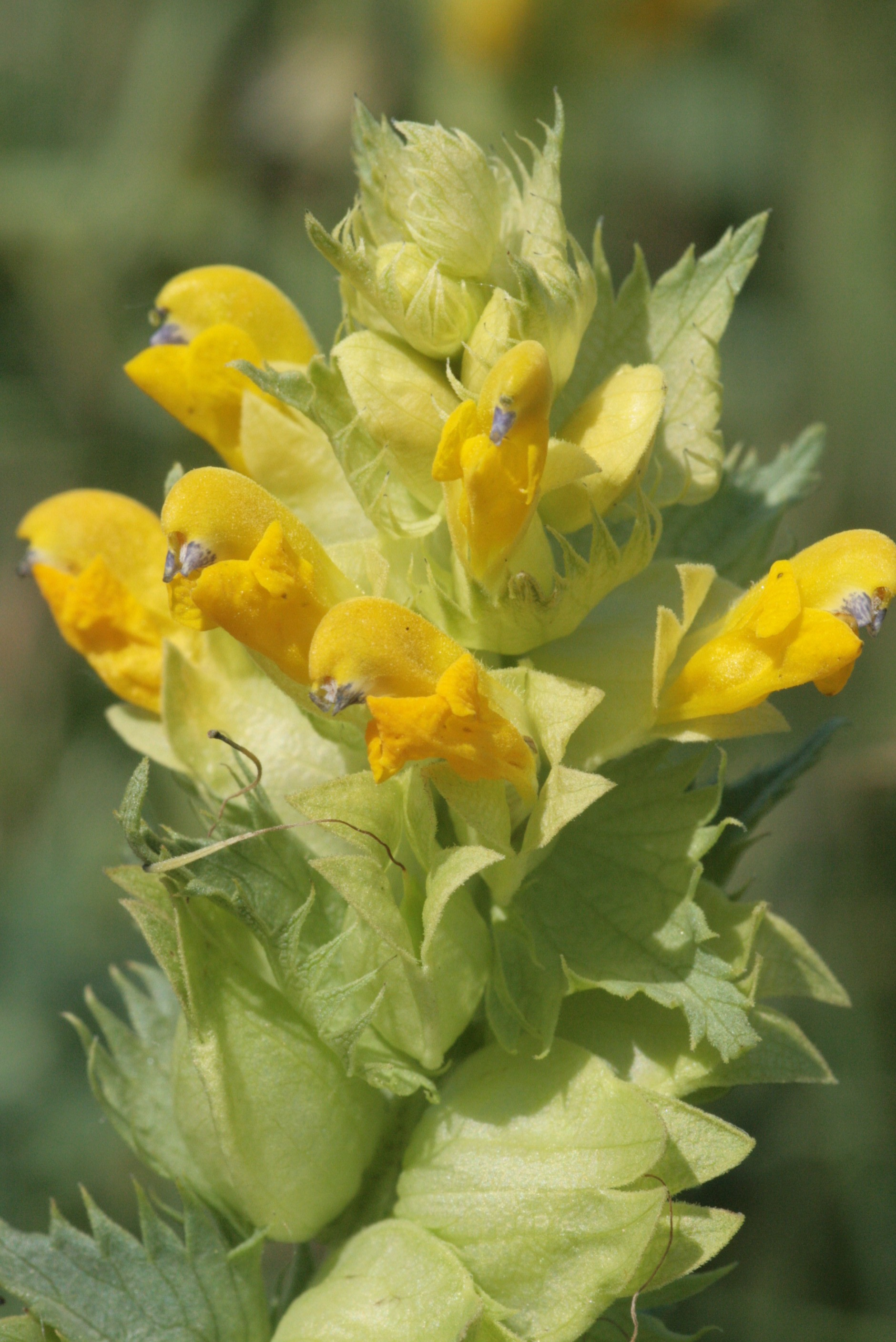
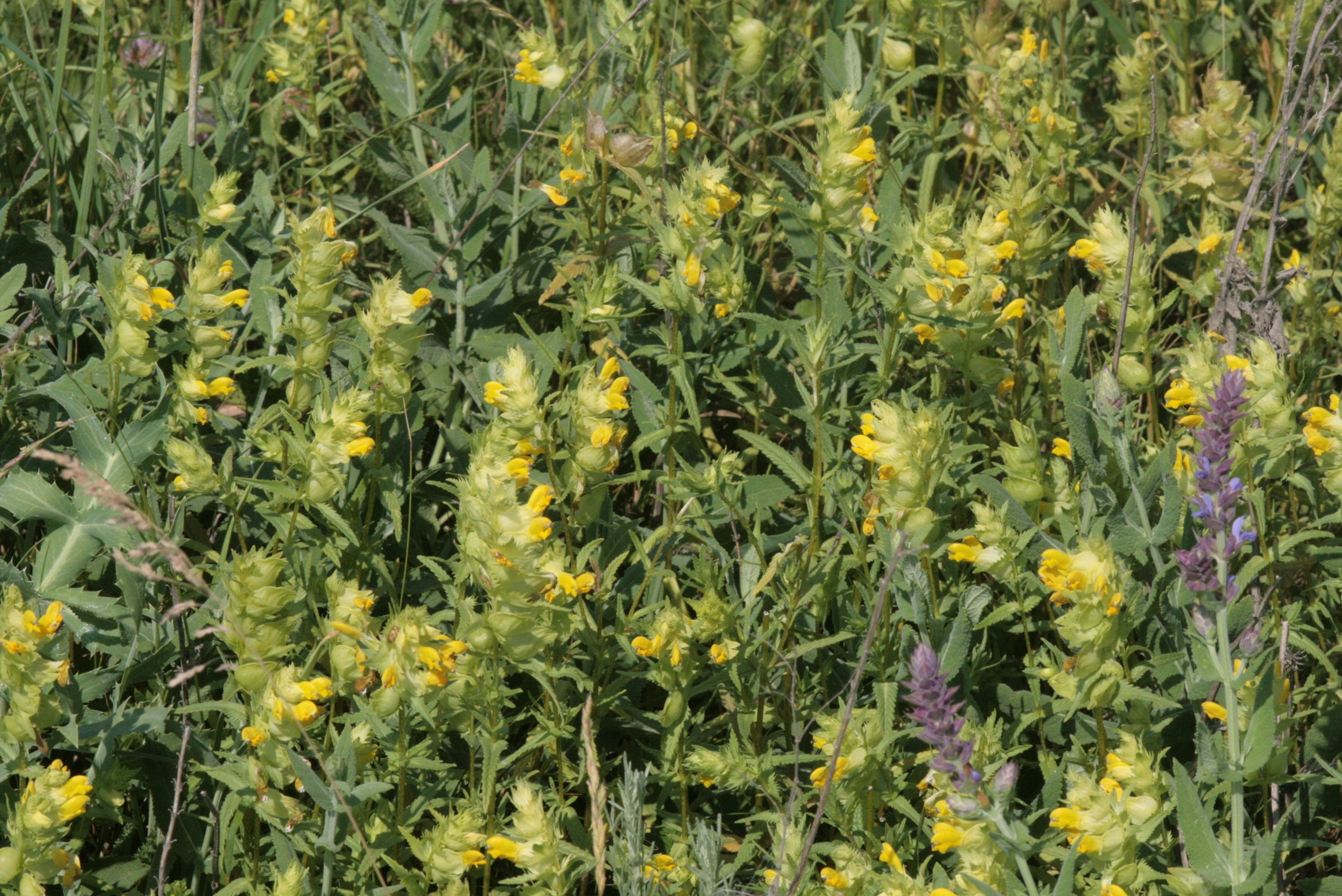